# Sébastien Faure (futbolista)
Sébastien Faure (n. Lyon, Francia el 3 de enero de 1991) es un futbolista francés que juega como defensor para MDA Chasselay de la Championnat National 2 de Francia. A nivel internacional ha sido un miembro regular de las selecciones juveniles francesas sub-17, sub-18, sub-19 y sub-20.[cita requerida]

## Trayectoria

### Lyon
Faure inició su carrera futbolística cuando era un niño, formando parte del Olympique Lyonnais y sus academias desde temprana edad.
Faure se incorporó al primer equipo del Lyon en la temporada 2008/09. Hizo su debut profesional en un partido de la Coupe de la Ligue contra el FC Metz el 11 de noviembre de 2008. Desafortunadamente para él, nunca pudo jugar en un partido oficial de la liga con el Lyon. Luego de un fallido paso a préstamo por el FC Nantes en 2012 debido a una lesión, Faure regresó al Lyon y se quedó con el club sin jugar ningún partido hasta que terminó su contrato en el verano de ese año.

### The Rangers FC
Faure firmó un contrato por tres años con The Rangers FC de la Tercera División de Escocia el 21 de agosto de 2012.

## Selección nacional
Ha sido internacional con la selección de fútbol sub-20 de Francia.

### Participaciones en Copas del Mundo
| Mundial                               | Sede     | Resultado    |
| ------------------------------------- | -------- | ------------ |
| Copa Mundial de Fútbol Sub-20 de 2011 | Colombia | Cuarto lugar |

## Clubes
| Club                 | País    | Año             |
| -------------------- | ------- | --------------- |
| Olympique Lyon       | Francia | 2008-2012       |
| The Rangers F. C.    | Escocia | 2012-2015       |
| Olympique lyonnais B | Francia | 2015-2016       |
| MDA Chasselay        | Francia | 2016 - Presente |

## Palmarés

### Títulos nacionales
| Título              | Club              | País    | Año  |
| ------------------- | ----------------- | ------- | ---- |
| Scottish League Two | The Rangers F. C. | Escocia | 2013 |
| Liga Uno de Escocia | The Rangers F. C. | Escocia | 2014 |

### Copas internacionales
| Título                                 | Club                                  | País    | Año  |
| -------------------------------------- | ------------------------------------- | ------- | ---- |
| Campeonato de Europa Sub-19 de la UEFA | Selección de fútbol de Francia Sub-20 | Francia | 2010 |